# Daniel Fernando Sturla Berhouet
Daniel Fernando kardinál Sturla Berhouet, SDB (* 4. července 1959, Montevideo) je uruguayský římskokatolický kněz, arcibiskup Montevidea a člen Salesiánů Dona Bosca.

## Mládí a studium
Narodil se jako nejmladší z pěti dětí. Jeho otec byl právník a matka žena v domácnosti. Otec mu zemřel, když mu bylo 13 let a matka o tři roky později. Svá gramatická a středoškolská studia dokončil na Colegio San Juan Bautista, pod správou Bratrů Svaté rodiny. Poté vstoupil do kongregace salesiánů Dona Bosca v provincii Uruguay. Roku 1979 začal svůj noviciát a první sliby složil 31. ledna 1980.
Na Institutu Jana XXIII. získal titul bakaláře z občanského práva a na Salesiánském institutu "Miguel Rúa" v Montevideu dokončil svá studia filosofie a pedagogiky. Teologii studoval na Teologickém institutu Monsignora Mariana Solera Uruguayana (dnes Fakulta teologie), odkud odešel s titulem bakaláře (roku 2006 odtud získal licenciát z teologie). Na kněze byl vysvěcen 21. listopadu 1987 arcibiskupem José Gottardim Cristellim.
Po vysvěcení působil jako poradcem studia na "Talleres Don Bosco". V letech 1991 až 1993 sloužil jako vikář Salesiánského noviciátu a postnoviciátu. O rok později od ukončení této funkce se stal mistrem noviců. Dále působil jako ředitel pre-univerzitního institutu Jana XXIII., profesor historie aj.
Dne 28. října 2008 byl jmenován salesiánským inspektorem v Uruguayi a 27. května 2009 předsedou Konference řeholníků v Uruguayi.

## Biskup a kardinál
Dne 10. prosince 2011 jej papež Benedikt XVI. jmenoval pomocným biskupem Montevidea a titulárním biskupem z Phelbes. Biskupské svěcení přijal 4. března 2012 z rukou arcibiskupa Nicoláse Cotugna Fanizziho a spolusvětiteli byli biskup Arturo Eduardo Fajardo Bustamante a biskup Milton Luis Tróccoli Cebedio.
Tuto funkci vykonával do 11. února 2014, kdy byl ustanoven metropolitním arcibiskupem Montevidea. Pallium převzal 29. června téhož roku z rukou papeže Františka.
Dne 14. února 2015 jej papež František na konzistoři jmenoval kardinálem s titulem kardinál-kněz ze Santa Galla.